# Monachather
Monachather Steud. é um género botânico pertencente à família Poaceae.